# 下村治

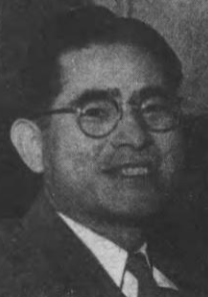
下村治

下村 治（しもむら おさむ、1910年（明治43年）11月27日 - 1989年（平成元年）6月29日）は、日本の経済学者、大蔵官僚。池田勇人内閣で高度経済成長のプランナーを務めた。

## 経歴
1910年（明治43年）に佐賀県佐賀郡北川副村（現・佐賀市）に生まれる。旧制佐賀中学校、旧制佐賀高等学校文科甲類を経て、1930年に東京帝国大学経済学部へ進学。
1933年、高等試験行政科試験に合格、1934年、東大経済学部を卒業し大蔵省に入省。配属先は専売局。理財局金融課を経て1936年ニューヨーク駐在。1959年退官までの間に経済安定本部物価政策課長、日本銀行政策委員などを歴任したが、病気がちなこともあり大蔵省内ではいわゆる“傍流”にあった。戦後すぐに、日本銀行法43条を巡って、日銀の論客・松本重雄らと対峙した。また、独創的な理論経済学者として知られたのは戦後である。1948年に結核に倒れ、3年ほど闘病生活を送る間に口述筆記などで論文を執筆し、1956年、『経済変動の乗数分析』により経済学博士（東北大学）。
退官後は国民金融公庫理事、日本開発銀行理事、日本経済研究所会長を務めた。1960年代前半の池田内閣の国民所得倍増計画立案に中心的役割を果たし、日本の高度経済成長のメカニズムを体系づけた。第一次石油ショック以降はゼロ成長を提言した。1981年には、勲二等旭日重光章を受章している。最後の著書ではアメリカの経済政策に対する日本経済の過剰対応を警告した。

## 親族
海外経済協力基金、国際協力銀行勤務を経て法政大学人間環境学部教授を歴任した下村恭民は子息。

## 著書
- 『経済変動の乗数分析』 東洋経済新報社、1952年 - 博士号論文
- 『日本経済成長論』 金融財政事情研究会、1962年
  - 増訂版 - 中央公論新社〈中公クラシックス〉、解説宮崎勇、2009年 ISBN 9784121601094
- 『日本経済は成長する 消費者物価・金利・酪農』 弘文堂、1963年 NCID BN11129853
- 『経済大国日本の選択』 東洋経済新報社、1971年 NCID BN0199269X 全国書誌番号:70025453
- 『ゼロ成長 脱出の条件』 東洋経済新報社〈東経選書〉、1976年 NCID BN01333638
- 『日本経済の節度』 東洋経済新報社〈東経選書〉、1981年 NCID BN0133373X
- 『日本は悪くない 悪いのはアメリカだ』 文藝春秋「ネスコ」、1987年／文春文庫、2009年 ISBN 9784167753665

### 共著
- 『日本経済の転回点』竹中一雄対談、東洋経済新報社〈東経選書〉、1972年
- 『低成長をどう生きる』鈴木幸夫対談、財経詳報社、1978年

他の著作は宏池会など関係者の元での刊行、講演録の小冊子などが多い。

## 研究評伝
- 『下村治 付 年譜・著作目録』 下村治博士追悼集編纂委員会編、1991年 NCID BN07624597、非売品
- 水木楊『思い邪なし 下村治と激動の昭和経済』 講談社、1992年 ISBN 4062056518
  - 改題『エコノミスト三国志 戦後経済を創った男たち』 文春文庫、1999年 ISBN 416726305X
- 沢木耕太郎『危機の宰相』 魁星出版、2006年 ISBN 4312010048／文春文庫、2008年 ISBN 9784167209131
- 上久保敏『評伝 下村治-「日本経済学」の実践者』 日本経済評論社「日本の経済思想」、2008年 ISBN 9784818819917
- エコノミスト 2010年5月4日号 -「特別企画「所得倍増計画」から50年 見直される孤高のエコノミスト下村治」